# Sính Phình
Sính Phình là một xã thuộc huyện Tủa Chùa, tỉnh Điện Biên, Việt Nam.

## Địa lý
Xã Sính Phình nằm ở phía bắc huyện Tủa Chùa, cách trung tâm huyện 9 km, có vị trí địa lý:
- Phía đông giáp xã Xá Nhè và xã Tủa Thàng
- Phía tây giáp xã Trung Thu và huyện Mường Chà
- Phía nam giáp thị trấn Tủa Chùa và xã Mường Báng
- Phía bắc giáp xã Tả Phìn.

Xã Sính Phình có diện tích 70,13 km², dân số năm 2022 là 7.020 người, mật độ dân số đạt 100 người/km².

## Hành chính
Xã Sính Phình được chia thành 13 thôn: I, II, III, IV, Dê Vàng, Đề Dê Hư, Háng Đề Dê, Phi Dinh 1, Phi Dinh 2, Phiêng Pảng, Tà Là Cáo, Tào Pao, Vàng Chua.

## Lịch sử
Ngày 6 tháng 12 năm 2019, HĐND tỉnh Điện Biên ban hành Nghị quyết số 148/NQ-HĐND về việc:
- Sáp nhập thôn Trại Trường vào Thôn I.
- Thành lập thôn Dê Dàng trên cơ sở thôn Dê Dàng I và thôn Dê Dàng II.
- Sáp nhập một phần Thôn IV vào Thôn III.
- Sáp nhập thôn Đề Hải vào phần còn lại Thôn IV.
- Thành lập thôn Háng Đề Dê trên cơ sở thôn Háng Đề Dê I và một phần của thôn Háng Đề Dê II.
- Sáp nhập phần còn lại thôn Háng Đề Dê II vào thôn Tào Pao.